# ジエチル水銀
ジエチル水銀（ジエチルすいぎん、英: Diethylmercury）は、化学式C4H10Hgで表される有機水銀化合物。可燃性のある無色の液体で、極めて強い神経毒性を持つ。水俣病の原因物質のひとつである。わずかに甘い香りがあり、この物質の漏洩に気付くことができる が、蒸気は有毒である。

## 安全性
日本の法令下では、毒物及び劇物取締法により毒物に、消防法により第4類危険物 第1石油類に分類される。
ラットに経口投与した場合の半数致死量（LD50）は51ないし44mg/kg。蒸気を吸入した場合の半数致死濃度（LC50）はラットで258mg/m3、マウスで91mg/m3のデータがある。摂取すると、主として中枢神経系に影響を及ぼす。血液脳関門を通過し、脳への回復不能な損傷とIQの低下を生じることがある。光の曝露により分解し、強酸や強酸化剤と激しく反応する。燃焼により、水銀化合物を含む有害ガスを生じる。